# حكايات الغراب

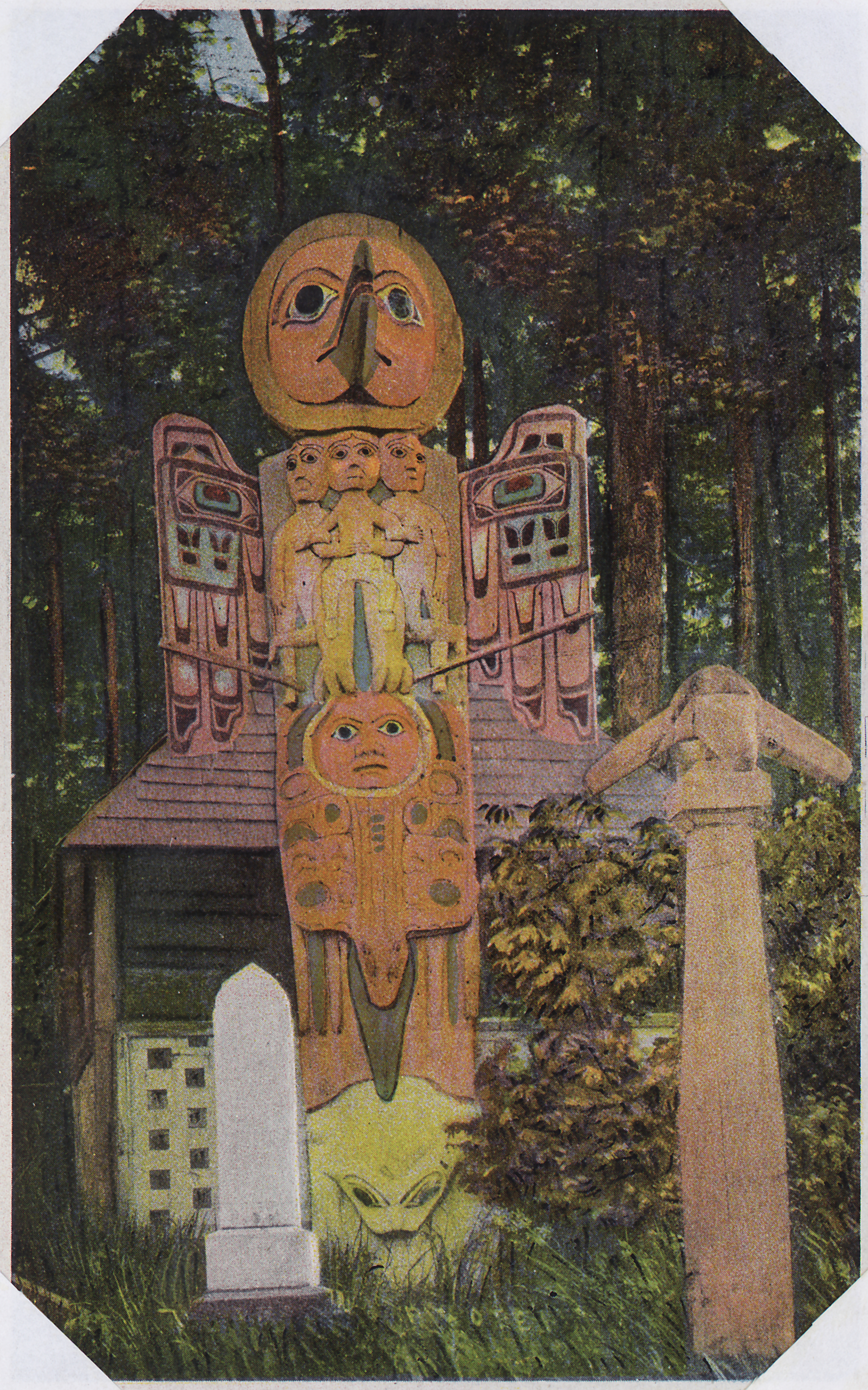
الغراب يجلس على ضفدع بعد انقاذه الأطفال من فيضان.

حكايات الغراب (بالإنجليزية: Raven Tales)‏ هي قصص قديمة عن خلق الإنسان والحيوان ترجع إلى الشعوب التي تعيش في الساحل الشمالي الغربي للمحيط الهادئ. عُثر عليها أيضًا بين الشعوب الناطقة بلغة أثاباسكان وغيرها. توجد حكايات الغراب عند الأمم الأولى وفي معظم الأماكن المنتشرة في أنحاء المنطقة، ولكنها تبرز عند شعب تسيمشيان وتلينجيت وتاهلتان.
يعرف الغراب والنسر بالعديد من الأسماء المختلفة باختلاف الشعوب وهما شخصيتان مهمتان في القصص المكتوبة والملفوظة. تنتقل هذه الحكايات عبر الأجيال من طريق ما يرويه الناس وهي من الحكايات ذات الأهمية الثقافية والتاريخية. نتيجة لمنظور بعض رواة القصص، الذين يرون أن الأساطير القديمة مثل حكايات الغراب، على النقيض من الحكايات الطويلة والقصص القصيرة للأطفال، ليست ترفيهية بل من الممكن أن تكون ملكية ثقافية تعود إلى العشيرة أو الفرد الذي أنشأ هذه القصة، من المعتاد ألا يروي الآخرون قصصًا مملوكة لعشيرة أخرى دون أخذ إذنهم، ويجب بذل الجهود لمعرفة؛ هل كانت قصة ما مملوكة أم لا؟ قبل روايتها.
تختلف بعض القصص باختلاف ثقافة كل منطقة، ولكن هنالك قصص تبقى محافظة على عنوانها وسماتها كما هو الحال في قصص الغراب. الغراب هو مخلوق سحري قادر على أن يأخذ شكل الأشياء البشرية والحيوانية وحتى الجماد. يوصف بأنه حافظ للأسرار، وأيضًا محتال يحاول التركيز ونهم أي شيءٍ يريده. تروي قصصه كيف ظهرت الأشياء الدنيوية أو تقدم اقتراحات للأطفال حول كيفية التصرف. تظهر الطبيعة الإبداعية للغراب خلال الظروف لا من خلال نواياه، بل من طريق رغبته في تلبية احتياجاته الخاصة. يعد الغراب بطل الرواية بين مجموعة من القصص، وخصم في مجموعات أخرى.
الحكايات التي تصور الغراب بطلًا، توجد خاصة في مناطق في شمال القارة، مثل شمال كولومبيا البريطانية، وألاسكا وشعوبها، مثل تسيمشيان وهايدا. تظهر حكايات مماثلة حول كوتخ في ثقافات جوكجي في شمال شرق آسيا، ومن المحتمل أنها متأثرة بقصص الأمريكيين الأصليين.
ينسب شعب الهايدا الفضل إلى الغراب في العثور على أول بشر يختبئ في صدفة محار، وأحضر لهم التوت والسلمون. يروي سيوكس كيف كان الغراب الأبيض يستخدم لتحذير الجاموس من اقتراب الصيادين. في النهاية، غضب أحد الصيادين وأمسك بالغراب الأبيض وألقى به في النار، ما جعله أسود.

## الصفات العامة
تروي حكايات الغراب أصول البشر، ولكنها لا تتكلم عن أصول المجتمع المنظم. إما في الحكايات التي تعكس تطور المجتمعات الأمريكية الأصلية وتنظيمها غالبًا ما يكون البطل هو الإنسانية. لا تقدم حكايات الغراب صورة مفصلة عن العلاقات الاجتماعية وواقع الحياة.

## الأساطير التقليدية

### أثاباسكان
هي عائلة لغوية متكونة من لهجات عدة متجاورة تتحدثها شعوب مختلفة في غرب كندا والغرب الأمريكي. يمكن تقسيمها أيضًا إلى مزيد من المناطق كالمنطقة الشمالية، وساحل المحيط الهادئ، وجنوب أثاباسكان. عاشت هذه المجموعات في منطقة واحدة من مناطق أثاباسكان الثلاثة.

### كاهتو
وهم مجموعة من سكان أمريكا الأصليين يعيشون في أقصى الجنوب من كاليفورنيا بعيدًا عن أثاباكستان، إذ احتلوا وادي كاهتو ولونج فالي، والبلد الواقع جنوب بلو روك وبين منابع الفرعين الرئيسيين لنهر إيل.
لغة كاهتو هي واحدة من لغات أثاباسكان الأربعة، التي يتم التحدث بها في شمال غرب كاليفورنيا. وكان معظم المتحدثين في لغة كاهتو يتحدثون لغتين في شمال بومونا.

### قصة الخلق
نسخة واحدة من قصة الخلق هي قصة كاهتو في كاليفورنيا. وفي إحدى الطرائق المختلفة، تعلم الغراب من قبل والده كت-كوسيتي-كا أن يكون مبدعًا، ولكن الغراب كان غير راضٍ عن النتيجة. إنه يعيش في منطقة لا تحتوي على الضوء والماء، وعند سماعه أن الضوء يمكن العثور عليه مخفيًا في أرض بعيدة، قرر الغراب السفر إلى هناك وسرقته. في بيت الأنوار، يجد امرأة شابة تعيش مع والدها فيقوم الغراب باستعمال حيلته الأولى من بين العديد من الحيل.
يحول نفسه إلى ذرة صغيرة من التراب، وينزلق في مياه الشرب الخاصة بالفتاة وتقوم بابتلاعه. وبعد حمل الفتاة، أنجبت طفلًا غير عادي صعب الإرضاء يبكي باستمرار ويطالب بلمس حزم الأضواء المتدلية من الجدران. يُعطى الطفل إحدى الحزم لتهدئته، ولكنه عندما يتعب من اللعب بها يتركها بعيدًا عنه لتختفي من طريق فتحة الدخان وتذهب إلى السماء. وعندما يبكي الطفل لاستعادتها مرة أخرى، يُعطى الحزمة الثانية ليلعب بها ويتركها بعيدًا لتختفي هي الأخرى عبر الفتحة الموجودة في السقف. كل هذا تكرر مع جميع حزم الضوء، وبعد ذلك استطاع جلب الضوء جميعه إلى المدينة، وطار هو أيضًا عبر فتحة الدخان.

### تاهلتان
تباينت عادات وسبل عيش شعب تاهلتان على نطاق واسع، إذ كانوا غالبًا منتشرين على نطاق واسع، ويتعين عليهم تحمل ظروف متفاوتة اعتمادًا على منطقتهم. في ثقافة تاهلتان، كان يعتقد أن بعض أسلافهم كانوا على علم بأن الآخرين لم يكونوا من أوقات قبل الفيضان الكبير. وقد استخدم بعض هؤلاء الأسلاف هذه المعرفة لخير الناس، بينما استخدمها آخرون للشر ولإلحاق الضرر بالآخرين. يعد الغراب بطل الرواية ضد هؤلاء الأسلاف الأشرار. وفي قصص تاهلتان، يشار إلى الغراب باسم بك-كرو.

### ولادة الغراب
يزعمون أن بك-كرو ولد بأعجوبة، وهو الأصغر بين العديد من الأخوة في شمال بلد تلنجت، ونشأ على التحدث باللغة المحلية. انفصل والده عنه عند ولادته ولم يتم التحدث عن والده في جميع قصصهم. ولد الغراب رافين، وهو الطفل الثالث لامرأة قتل عمها ولداها السابقان. في كل مرة تلد المرأة، كان عمها يعرض عليها تعليمهم الصيد فور أن يكبروا بما يكفي وفي كل مرة كان يأخذهم على متن زورق ويخدعهم، كان يأمر الأولاد بالجلوس على حافة الزورق، وعند هذه اللحظة سيهز القارب، ويجبرهم على السقوط في الماء، ويتركهم للغرق.
لكن طفلها الثالث رافين نجح في النحت، وقد سأل عمها عما إذا كان بإمكانه تعليم رافين كيفية الصيد بعد أن يكبر بضع سنوات، تمامًا كما فعل في السابق. رفضت طلب عمها مرات عدة حتى أصر رافين على السماح له بالذهاب. لذلك ذهبوا إلى البحر ونفذ السيناريو نفسه. سقط رافين في الماء، لكن بدلًا من أن يغرق، أخذ واحدة من ألعاب الزورق التي كان قد نحتها وجعلها تنمو لتصبح زورقًا بالحجم الكامل، ثم عاد مباشرة إلى والدته وأخبرها بما فعله عمه.
حاول عمة أكثر من مرةً أن يغرق رافين بالطريقة نفسها، ولكن رافين كان يتفوق عليه في كل مرة حتى استسلم عمه، ولم يعد يأخذه إلى الصيد، ويذهب بمفرده.